# Parco nazionale Snake Range
Lo Snake Range è un parco nazionale nel Queensland centrale, in Australia. Si trova a 665 km a nord-ovest di Brisbane. 

## Caratteristiche
Il parco è collocato nel bacino idrografico del fiume Nogoa, nella bioregione del Brigalow Belt e ha una dimensione di 26,7 km quadrati.